# Puntius nangalensis
Puntius nangalensis är en fiskart som beskrevs av Jayaram, 1990. Puntius nangalensis ingår i släktet Puntius och familjen karpfiskar. Inga underarter finns listade i Catalogue of Life.